# Oriol Regàs i Pagès
Oriol Regàs i Pagès   (Barcelona, 11 de gener de 1936 - Barcelona, 17 de març de 2011) fou un promotor cultural, aventurer i empresari català. Fou fundador de la discoteca Bocaccio i ànima del moviment d'intel·lectuals conegut com a Gauche Divine a la Barcelona de la dècada de 1960 i 1970.

## Biografia
Quart fill del dramaturg Xavier Regàs i Castells i de Mariona Pagès, va néixer a Barcelona mig any abans de l'inici de la guerra civil espanyola. La família es va exiliar. Els seus germans Xavier i Georgina van ser internats als Països Baixos mentre que la Rosa i l'Oriol ho van ser a París, i ja no tornaren a conviure mai més amb els seus pares. Oriol va passar la seva infantesa a França i va estudiar hostaleria a Tolosa. Va mantenir relació amb aquest sector tota la vida, incloent la discoteca Bocaccio i locals com la Cova del Drac, el pub Tuset, la discoteca Up&Down o el restaurant Via Veneto. En tornar a Catalunya, la Rosa i l'Oriol van quedar sota la tutela de l'avi patern, un home iracund dedicat a negocis d'hostaleria.

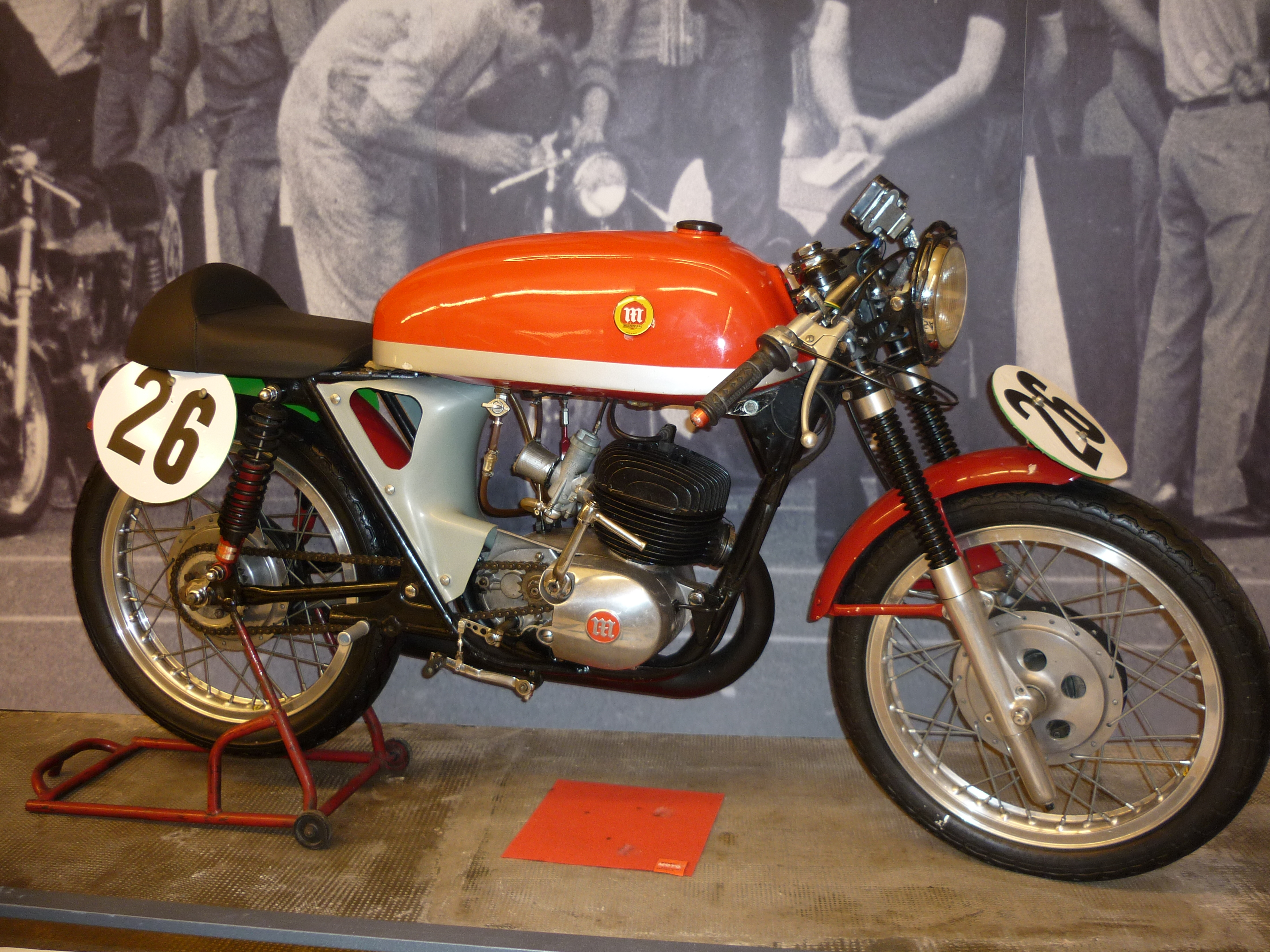
La Montesa Impala amb què va participar en les 24 Hores de Montjuïc el

Després d'una infància difícil va néixer el seu esperit aventurer. Als 18 anys va començar la seva afició pel món del motor, convertint-se en un fiable i regular pilot de ral·lis. Amb poc més de 20 anys, Oriol Regàs es va embarcar en el Junc Rubia, vaixell amb el qual va viatjar des de Hong Kong a Barcelona juntament amb un grup d'aventurers barcelonins. Més tard fou un dels integrants de l'Operación Impala, que pilotà motocicletes Montesa travessant Àfrica, des de Ciutat del Cap fins a Tunis, i d'allí a Marsella i Barcelona. La seva relació amb el món del motociclisme va continuar, fundant la revista Grand Prix i més tard patrocinant diversos pilots.
Va tenir vocació de veterinari des de petit, però es va dedicar professionalment a la promoció cultural. Després de l'èxit empresarial aconseguit a partir de 1967 gràcies a la discoteca Bocaccio, situada al número 505 del carrer Muntaner de Barcelona, Regàs va obrir altres locals nocturns a la ciutat i va col·laborar en projectes culturals de cinema de l'Escola de Barcelona, que acabava de néixer. Va impulsar la música catalana i va promoure artistes de la Nova Cançó, com Serrat, Maria del Mar Bonet i Lluís Llach, i altres artistes com Antonio Gades, Cristina Hoyos, Ana Belén i Víctor Manuel. Va conèixer en profunditat personatges com Salvador Dalí o Josep Pla. L'agost de 1970 va fer de cicerone de Charles Aznavour, en la primera vegada que el cantant francès visitava la Costa Brava, en una actuació a Palamós.
Va obrir el restaurant Via Veneto, un dels més coneguts de Barcelona. Més tard, va crear la discoteca Up&Down, a la part alta de la Diagonal i va ser un dels fundadors de la revista L'Avenç juntament amb Ferran Mascarell, al qual havia conegut estudiant Geografia i Història a la Universitat de Barcelona. A la Costa Brava, Oriol Regàs va ser l'impulsor de les discoteques Maddox, Paladium i Revolution, i va crear el festival de flamenc de Palamós juntament a Antonio Gades. Als 80 intentà un nou negoci, el Tropical Gavà, un beach-club a Gavà (el Baix Llobregat), que no va reexir i que el va enfonsar en una depressió.
El 2010 va publicar les seves memòries, anomenades Els anys divins. Casat en segones núpcies amb Isabel de Villalonga, va morir el 17 de març de 2011 a Barcelona, un mes després d'haver patit un greu ictus.